# Oxyrrhynchium savatieri
Oxyrrhynchium savatieri là một loài Rêu trong họ Brachytheciaceae. Loài này được (Schimp. ex Besch.) Broth. mô tả khoa học đầu tiên năm 1909.